# Sân bay Bogorodskoye
Sân bay Bogorodskoye (IATA: BQG, ICAO: UHNB) là một sân bay ở Bogorodskoye, vùng Khabarovsk, Nga.

## Hãng hàng không và điểm đến
| Hãng hàng không     | Các điểm đến               |
| ------------------- | -------------------------- |
| Aurora              | Nogliki, Yuzhno-Sakhalinsk |
| Khabarovsk Airlines | Theo mùa: Khabarovsk       |